# Пушистый кускус
Пушистый кускус (Phalanger orientalis) — вид сумчатых семейства поссумы (Phalangeridae).
Длина тела от 37,7 до 47,2 см, длина хвоста от 27,8 до 42,5 см, масса от 1,6 до 3,5 кг. Мех короткий, грубый с тёмными полосами на спине. Окраска меха варьирует, у самок всегда кончик хвоста белый. Брюхо, как правило, белое. Животные с островов Каи и Буру полностью белые. Экземпляры с острова Санана имеют красно-коричневый мех.
Распространён на островах Тимор, Санана, Буру, Серам, Новая Гвинея (только в северной части), Каркар, архипелаг Бисмарка, Соломоновых островах. Встречается прежде всего в нарушенных местообитаниях, вторичных лесах, плантациях и садах, а также в первичном тропическом лесу. 
Ведёт одиночный, ночной образ жизни. Днём прячется в дуплах деревьев. Спаривание проходит круглый год. Период беременности длится 13 дней. Самка рождает от одного до трёх (обычно двух) детёнышей массой менее одного грамма. Питание состоит из фруктов, листьев, цветков, почек. Естественные враги: змеи, хищные сумчатые и на Соломоновых островах — орлан Соломоновых островов (Haliaeetus sanfordi).
Нет серьезных угроз для этого вида. В некоторых частях ареала на это животное охотятся для употребления в пищу. Проживает на многих природоохранных территориях.